# Bandista
Bandista (auch bANDİSTA) ist ein türkisches Musikkollektiv. Bandista steht für die Abkürzung von Bando Istanbul.

## Geschichte

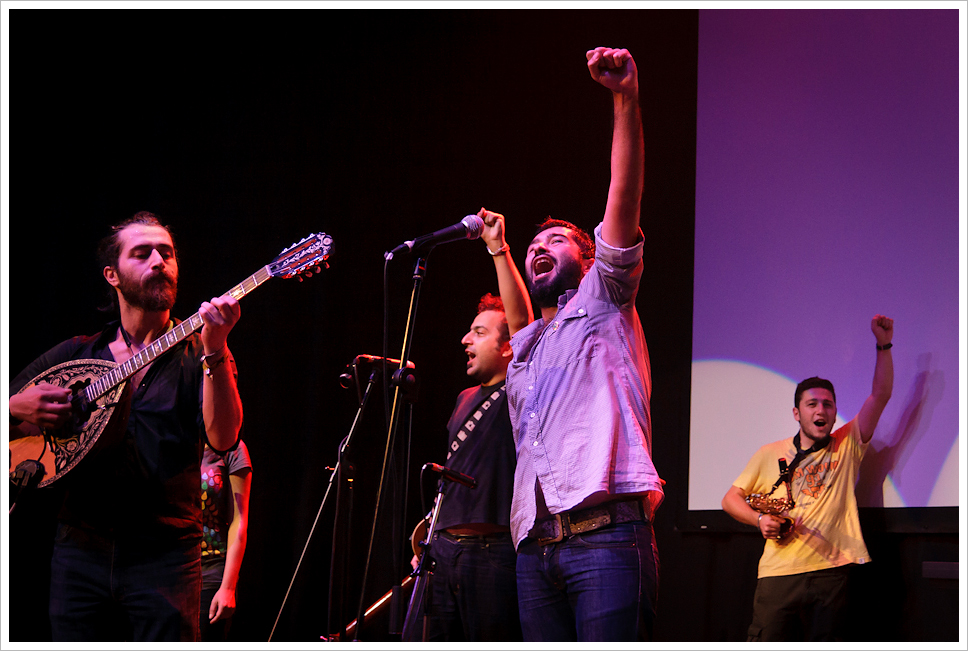
Bandista aus Istanbul live in Kreuzberg 36

Das Kollektiv wurde 2006 in Istanbul gegründet. Das erste Album, De Te Fabula Narratur, wurde in Italien gemastert und 1000 Kopien davon auf dem Taksim-Platz verteilt. Die EP Sınırsız-Ulussuz-Sürgünsüz wurde Festus Okey gewidmet, einem nigerianischen Immigranten, der von der türkischen Polizei im Istanbuler Viertel Beyoğlu in der Polizeistation erschossen wurde. Der Song Kim Yerli Kim Göçmen ist eine Coverversion des Songs Es kamen Menschen an von Cem Karaca. Das Lied Hiçbir Şeyin Şarkısı erinnert an den im Jahr 2007 erschossenen Journalisten Hrant Dink. Weitere Texte handeln unter anderem von Gastarbeitern in Deutschland, Gentrifizierung, Polizeigewalt oder Globalisierungskritik. Das Kollektiv hat auf mehreren Festivals und Demonstrationen gespielt und unter anderem die Proteste in der Türkei 2013 unterstützt. 2014 veröffentlichte die Band ihr Album ki buradayız hâlâ! („also, wir sind immer noch hier!“). Auf dem Album ist beispielsweise eine Cover-Version des jiddischen Arbetlose-Marsch (İşsiz Marşı), welcher von Mordechaj Gebirtig komponiert wurde. Auch komponierte die Band eine türkische Version von A las barricadas und Ay Carmela!. Mit Benim Annem Cumartesi komponierten sie einen Song, der von den Samstagsmüttern handelt. Mit dem İnkârın Şarkısı singen sie über den von der türkischen Regierung geleugneten Genozid an den Armeniern.
Die Mitglieder des Kollektivs spielen verschiedene Musikinstrumente, wie zum Beispiel Akkordeon, E-Bass, Klarinette, Saxophon, Snare Drum, Geige, Bouzouki, Keyboard, Posaune und Melodica. Im Kollektiv befinden sich auch Mitglieder, die kein Instrument spielen. Die Mitglieder des Kollektivs wollen ihre Namen nicht veröffentlichen.
Die Band veröffentlicht ihre Alben mit einem Copyleft, die kostenlos aus dem Internet heruntergeladen werden können.

## Diskografie
Studio-Alben
- 2009: De Te Fabula Narratur
- 2009: Paşanın Başucu Şarkıları
- 2010: Şu anda! Şimdi!
- 2010: Dikkat Askersiz Bölge
- 2011: Daima!
- 2012: Bandista | Sokak Meydan Gece
- 2014: Ki buradayız hâlâ!
- 2018: Buhal

EPs
- 2012: Sınırsız-Ulussuz-Sürgünsüz
- 2015: Gün bizim devir
- 2022: LA[12]